# BJW認定大日本ヘビー級王座
BJW認定ヘビー級王座（ビー・ジェー・ダブリューにんていヘビーきゅうおうざ）は、大日本プロレスが管理、認定していた王座。

## 歴史
2001年3月20日、大日本プロレス博多スターレーン大会で行われた初代王座決定トーナメントに優勝した『神風』が初代王者になった。
2004年、BJW認定デスマッチヘビー級王座に吸収されて封印。

## 歴代王者
| 歴代  | 選手          | 戴冠回数 | 防衛回数 | 獲得日付      | 獲得場所 （対戦相手・その他）        |
| ----- | ------------- | -------- | -------- | ------------- | ------------------------------------ |
| 初代  | 『神風』      | 1        | 3        | 2001年3月20日 | 博多スターレーン ザンディグ          |
| 第2代 | 大黒坊弁慶    | 1        | 3        | 2002年1月6日  | 川崎市体育館                         |
| 第3代 | 関本大介      | 1        | 0        | 2002年8月18日 | 横浜文化体育館                       |
| 第4代 | MEN'Sテイオー | 1        | 0        | 2002年9月23日 | ディファ有明 返上                    |
| 第5代 | MEN'Sテイオー | 2        | 3        | 2003年3月30日 | 横浜文化体育館 関本大介              |
| 第6代 | グラン浜田    | 1        | 0        | 2004年8月1日  | 鶴見緑地花博記念公園水の館付属展示場 |
| 第7代 | MEN'Sテイオー | 3        | 0        | 2004年9月5日  | 北沢タウンホール 封印                |